# Football Club Puteolana 2000-2001
Questa pagina raccoglie le informazioni riguardanti il Football Club Puteolana nelle competizioni ufficiali della stagione 2000-2001.

## Rosa
| N. |                   | Ruolo | Calciatore           |
| -- | ----------------- | ----- | -------------------- |
|    | Italia (bandiera) | C     | Donato Amato         |
|    | Italia (bandiera) | A     | Sossio Aruta         |
|    | Italia (bandiera) | A     | Marco Ascenzi        |
|    | Italia (bandiera) | C     | Onofrio Barone       |
|    | Italia (bandiera) | C     | Salvatore Cangiano   |
|    | Italia (bandiera) | A     | Luigi Castaldo       |
|    | Italia (bandiera) | D     | Carlo Cherubini      |
|    | Italia (bandiera) | C     | Francesco Chietti    |
|    | Italia (bandiera) | A     | Genny Del Prete      |
|    | Italia (bandiera) | C     | Alessandro Di Matteo |
|    | Italia (bandiera) | D     | Enea Dionisio        |
|    | Italia (bandiera) | P     | Gennaro Esposito     |

| N. |                   | Ruolo | Calciatore          |
| -- | ----------------- | ----- | ------------------- |
|    | Italia (bandiera) | C     | Raffaele Esposito   |
|    | Italia (bandiera) | A     | Mariano Fioravanti  |
|    | Italia (bandiera) | D     | Giuseppe Fornaciari |
|    | Italia (bandiera) | D     | Dino Giannascoli    |
|    | Italia (bandiera) | C     | Luigi Liguori       |
|    | Italia (bandiera) | C     | Tommaso Manzo       |
|    | Italia (bandiera) | D     | Vincenzo Migliaccio |
|    | Italia (bandiera) | C     | Sirio Silvestri     |
|    | Italia (bandiera) | C     | Giovanni Strazzullo |
|    | Italia (bandiera) | D     | Mario Terracciano   |
|    | Italia (bandiera) | D     | Diego Toledo        |
|    | Italia (bandiera) | A     | Ernesto Verolino    |